# Moorilla Hobart International 2013 - Qualificazioni singolare
Le qualificazioni del singolare  del Moorilla Hobart International 2013 sono state un torneo di tennis preliminare per accedere alla fase finale della manifestazione. I vincitori dell'ultimo turno sono entrati di diritto nel tabellone principale. In caso di ritiro di uno o più giocatori aventi diritto a questi sono subentrati i lucky loser, ossia i giocatori che hanno perso nell'ultimo turno ma che avevano una classifica più alta rispetto agli altri partecipanti che avevano comunque perso nel turno finale.

## Teste di serie
1. Mandy Minella (Qualificata)
2. Lara Arruabarrena Vecino (Qualificata)
3. Nina Bratčikova (ultimo turno, Lucky Loser)
4. Sílvia Soler Espinosa (Qualificata)

1. Lauren Davis (Qualificata)
2. María Teresa Torró Flor (ultimo turno)
3. Garbiñe Muguruza (ultimo turno)
4. Julija Putinceva (ultimo turno)

## Qualificate
1. Mandy Minella
2. Lara Arruabarrena Vecino

1. Lauren Davis
2. Sílvia Soler Espinosa

### Lucky Losers
1. Nina Bratčikova

## Tabellone

### Legenda
| - Q = Qualificato - WC = Wild card - LL = Lucky loser | - ALT = Alternate - SE = Special Exempt - PR = Protected Ranking | - w/o = Walkover - r = Ritirato - d = Squalificato |

### Sezione 1
|  | Primo turno | Primo turno      | Primo turno      | Primo turno | Primo turno |  |  | Secondo turno | Secondo turno    | Secondo turno    | Secondo turno    | Secondo turno |   |   | Ultimo turno | Ultimo turno  | Ultimo turno | Ultimo turno | Ultimo turno |  |
|  |             |                  |                  |             |             |  |  |               |                  |                  |                  |               |   |   |              |               |              |              |              |  |
|  | 1           | Mandy Minella    | Mandy Minella    | 7           | 6           |  |  |               |                  |                  |                  |               |   |   |              |               |              |              |              |  |
|  |             | Rebecca Marino   | Rebecca Marino   | 610         | 4           |  |  | 1             | Mandy Minella    | Mandy Minella    | 6                | 6             |   |   |              |               |              |              |              |  |
|  |             | Chiara Scholl    | 6                | 2           | 1           |  |  | WC            | Zhang Yuxuan     | Zhang Yuxuan     | 2                | 3             |   |   |              |               |              |              |              |  |
|  | WC          | Zhang Yuxuan     | 3                | 6           | 6           |  |  |               |                  |                  |                  |               |   |   | 1            | Mandy Minella | 0            | 6            | 6            |  |
|  |             | Tammi Patterson  | Tammi Patterson  | 6           | 6           |  |  |               |                  | 7                | Garbiñe Muguruza | 6             | 2 | 4 |              |               |              |              |              |  |
|  | WC          | Janette Husárová | Janette Husárová | 2           | 2           |  |  |               | Tammi Patterson  | Tammi Patterson  | 3                | 1             |   |   |              |               |              |              |              |  |
|  |             | Andreja Klepač   | Andreja Klepač   | 4           | 3           |  |  | 7             | Garbiñe Muguruza | Garbiñe Muguruza | 6                | 6             |   |   |              |               |              |              |              |  |
|  | 7           | Garbiñe Muguruza | Garbiñe Muguruza | 6           | 6           |  |  |               |                  |                  |                  |               |   |   |              |               |              |              |              |  |

### Sezione 2
|  | Primo turno      | Primo turno              | Primo turno              | Primo turno      | Primo turno |  |  | Secondo turno | Secondo turno            | Secondo turno            | Secondo turno    | Secondo turno |   |    | Ultimo turno | Ultimo turno             | Ultimo turno | Ultimo turno | Ultimo turno |  |
|  |                  |                          |                          |                  |             |  |  |               |                          |                          |                  |               |   |    |              |                          |              |              |              |  |
|  | 2                | Lara Arruabarrena Vecino | Lara Arruabarrena Vecino | 6                | 6           |  |  |               |                          |                          |                  |               |   |    |              |                          |              |              |              |  |
|  | WC               | Sally Peers              | Sally Peers              | 3                | 2           |  |  | 2             | Lara Arruabarrena Vecino | Lara Arruabarrena Vecino | 6                | 7             |   |    |              |                          |              |              |              |  |
|  | Dar'ja Gavrilova | Dar'ja Gavrilova         | Dar'ja Gavrilova         | 3                | 4           |  |  |               | Mariana Duque            | Mariana Duque            | 2                | 5             |   |    |              |                          |              |              |              |  |
|  | Mariana Duque    | Mariana Duque            | Mariana Duque            | 6                | 6           |  |  |               |                          |                          |                  |               |   |    | 2            | Lara Arruabarrena Vecino | 6            | 2            | 7            |  |
|  | WC               | Viktorija Rajicic        | 2                        | 6                | 6           |  |  |               |                          | 8                        | Julija Putinceva | 4             | 6 | 68 |              |                          |              |              |              |  |
|  |                  | Stéphanie Dubois         | 6                        | 4                | 1           |  |  |               | Viktorija Rajicic        | Viktorija Rajicic        | 4                | 5             |   |    |              |                          |              |              |              |  |
|  |                  | Zhou Yimiao              | Zhou Yimiao              | Zhou Yimiao      |             |  |  | 8             | Julija Putinceva         | Julija Putinceva         | 6                | 7             |   |    |              |                          |              |              |              |  |
|  | 8                | Julija Putinceva         | Julija Putinceva         | Julija Putinceva | w/o         |  |  |               |                          |                          |                  |               |   |    |              |                          |              |              |              |  |

### Sezione 3
|  | Primo turno         | Primo turno         | Primo turno         | Primo turno         | Primo turno |  |  | Secondo turno | Secondo turno   | Secondo turno | Secondo turno | Secondo turno |   |   | Ultimo turno | Ultimo turno    | Ultimo turno | Ultimo turno | Ultimo turno |  |
|  |                     |                     |                     |                     |             |  |  |               |                 |               |               |               |   |   |              |                 |              |              |              |  |
|  | 3                   | Nina Bratčikova     | 6                   | 5                   | 6           |  |  |               |                 |               |               |               |   |   |              |                 |              |              |              |  |
|  |                     | Valerija Savinych   | 4                   | 7                   | 4           |  |  | 3             | Nina Bratčikova | 3             | 7             | 6             |   |   |              |                 |              |              |              |  |
|  | WC                  | Stephanie Bengson   | Stephanie Bengson   | 2                   | 4           |  |  |               | Sacha Jones     | 6             | 5             | 2             |   |   |              |                 |              |              |              |  |
|  |                     | Sacha Jones         | Sacha Jones         | 6                   | 6           |  |  |               |                 |               |               |               |   |   | 3            | Nina Bratčikova | 6            | 4            | 1            |  |
|  | Marie-Ève Pelletier | Marie-Ève Pelletier | Marie-Ève Pelletier | Marie-Ève Pelletier |             |  |  |               |                 | 5             | Lauren Davis  | 3             | 6 | 6 |              |                 |              |              |              |  |
|  | Julia Glushko       | Julia Glushko       | Julia Glushko       | Julia Glushko       | w/o         |  |  |               | Julia Glushko   | Julia Glushko | 4             | 0             |   |   |              |                 |              |              |              |  |
|  |                     | Hu Yueyue           | Hu Yueyue           | 4                   | 1           |  |  | 5             | Lauren Davis    | Lauren Davis  | 6             | 6             |   |   |              |                 |              |              |              |  |
|  | 5                   | Lauren Davis        | Lauren Davis        | 6                   | 6           |  |  |               |                 |               |               |               |   |   |              |                 |              |              |              |  |

### Sezione 4
|  | Primo turno         | Primo turno             | Primo turno         | Primo turno | Primo turno |  |  | Secondo turno | Secondo turno           | Secondo turno           | Secondo turno           | Secondo turno |    |   | Ultimo turno | Ultimo turno          | Ultimo turno | Ultimo turno | Ultimo turno |  |
|  |                     |                         |                     |             |             |  |  |               |                         |                         |                         |               |    |   |              |                       |              |              |              |  |
|  | 4                   | Sílvia Soler Espinosa   | 6                   | 2           | 7           |  |  |               |                         |                         |                         |               |    |   |              |                       |              |              |              |  |
|  |                     | Teliana Pereira         | 2                   | 6           | 5           |  |  | 4             | Sílvia Soler Espinosa   | Sílvia Soler Espinosa   | 7                       | 7             |    |   |              |                       |              |              |              |  |
|  | Chanel Simmonds     | Chanel Simmonds         | Chanel Simmonds     | 7           | 6           |  |  |               | Chanel Simmonds         | Chanel Simmonds         | 5                       | 6             |    |   |              |                       |              |              |              |  |
|  | Karolina Wlodarczak | Karolina Wlodarczak     | Karolina Wlodarczak | 5           | 4           |  |  |               |                         |                         |                         |               |    |   | 4            | Sílvia Soler Espinosa | 1            | 7            | 6            |  |
|  | WC                  | Jessica Moore           | Jessica Moore       | 3           | 5           |  |  |               |                         | 6                       | María Teresa Torró Flor | 6             | 63 | 1 |              |                       |              |              |              |  |
|  |                     | Duan Yingying           | Duan Yingying       | 6           | 7           |  |  |               | Duan Yingying           | Duan Yingying           | 3                       | 3             |    |   |              |                       |              |              |              |  |
|  |                     | Maria Elena Camerin     | 2                   | 6           | 1           |  |  | 6             | María Teresa Torró Flor | María Teresa Torró Flor | 6                       | 6             |    |   |              |                       |              |              |              |  |
|  | 6                   | María Teresa Torró Flor | 6                   | 2           | 6           |  |  |               |                         |                         |                         |               |    |   |              |                       |              |              |              |  |